# Décérébration

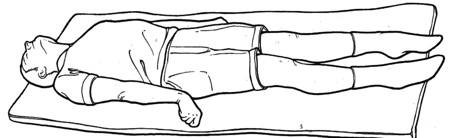
Position de décérébration.

De façon générale, la décérébration est un signe clinique d’atteinte du tronc cérébral, plus principalement à sa partie supérieure (mésencéphale).
Elle se traduit par une extension (rigidité) des extrémités du membre supérieur, de même qu’une pronation de ceux-ci (rotation vers l'arrière de l’avant-bras).
Elle peut s'accompagner d'une extension au niveau du membre inférieur.
On peut entre autres la retrouver à la suite de lésions cérébrales sévères, comme cela peut être le cas des comas causés par traumatisme crânien ou hernie cérébrale.
La décérébration comme la décortication sont des signes de mauvais pronostic avec un risque élevé d'arrêt cardiorespiratoire.